# Werner Hauptmann
Werner Hauptmann (* 14. Februar 1968 in Prag) ist ein tschechischer Lokalpolitiker. Er ist Oberbürgermeister von Karlsbad und war bis zur Amtsübernahme seit 2006 ständiger Vertreter der Westböhmischen Karlsbader Region in Brüssel. Hauptmann schloss 1992 sein Studium als Diplomingenieur ab und gehört der Bürgerlichen Demokratischen Partei (ODS) an.